# Nidelson da Silva Melo
Nildeson da Silva Melo (n. Río de Janeiro, Brasil, 29 de octubre de 1968) es un exfutbolista profesional brasileño. Obtuvo la naturalización salvadoreña en julio de 1997. Es hermano de los también exfutbolistas Gilberto da Silva Melo, Nélio da Silva Melo, Nilberto da Silva Melo y Edmilson da Silva Melo.

## Clubes
| Club                             | País        | Año         |
| -------------------------------- | ----------- | ----------- |
| Grêmio Foot-Ball Porto Alegrense | Brasil      | 1986 - 1989 |
| Club Deportivo Luis Ángel Firpo  | El Salvador | 1989 - 1990 |
| Club Deportivo Atlético Marte    | El Salvador | 1990 - 1991 |
| Club Deportivo Luis Ángel Firpo  | El Salvador | 1991 - 1992 |
| Club Sport Herediano             | Costa Rica  | 1992 - 1993 |
| Deportivo Toluca                 | México      | 1993 - 1994 |
| Correcaminos UAT                 | México      | 1994 - 1995 |
| Club Zacatepec                   | México      | 1995 - 1996 |
| Toros Neza                       | México      | 1996 - 1997 |
| Club Deportivo Luis Ángel Firpo  | El Salvador | 1998 - 1999 |
| Club Deportivo Chalatenango      | El Salvador | 2000 - 2002 |
| Club Deportivo Águila            | El Salvador | 2003 - 2004 |
| Club Deportivo Luis Ángel Firpo  | El Salvador | 2004        |
| Atlético Balboa                  | El Salvador | 2004 - 2005 |

## Palmarés
| Título           | Club                 | Año  |
| ---------------- | -------------------- | ---- |
| Primera División | Club Sport Herediano | 1993 |
| Copa Presidente  | Atlético Balboa      | 2005 |

## Distinciones individuales
| Título                          | Club                 | Año  |
| ------------------------------- | -------------------- | ---- |
| Goleador de la Primera División | Club Sport Herediano | 1993 |